# دانشگاه کین

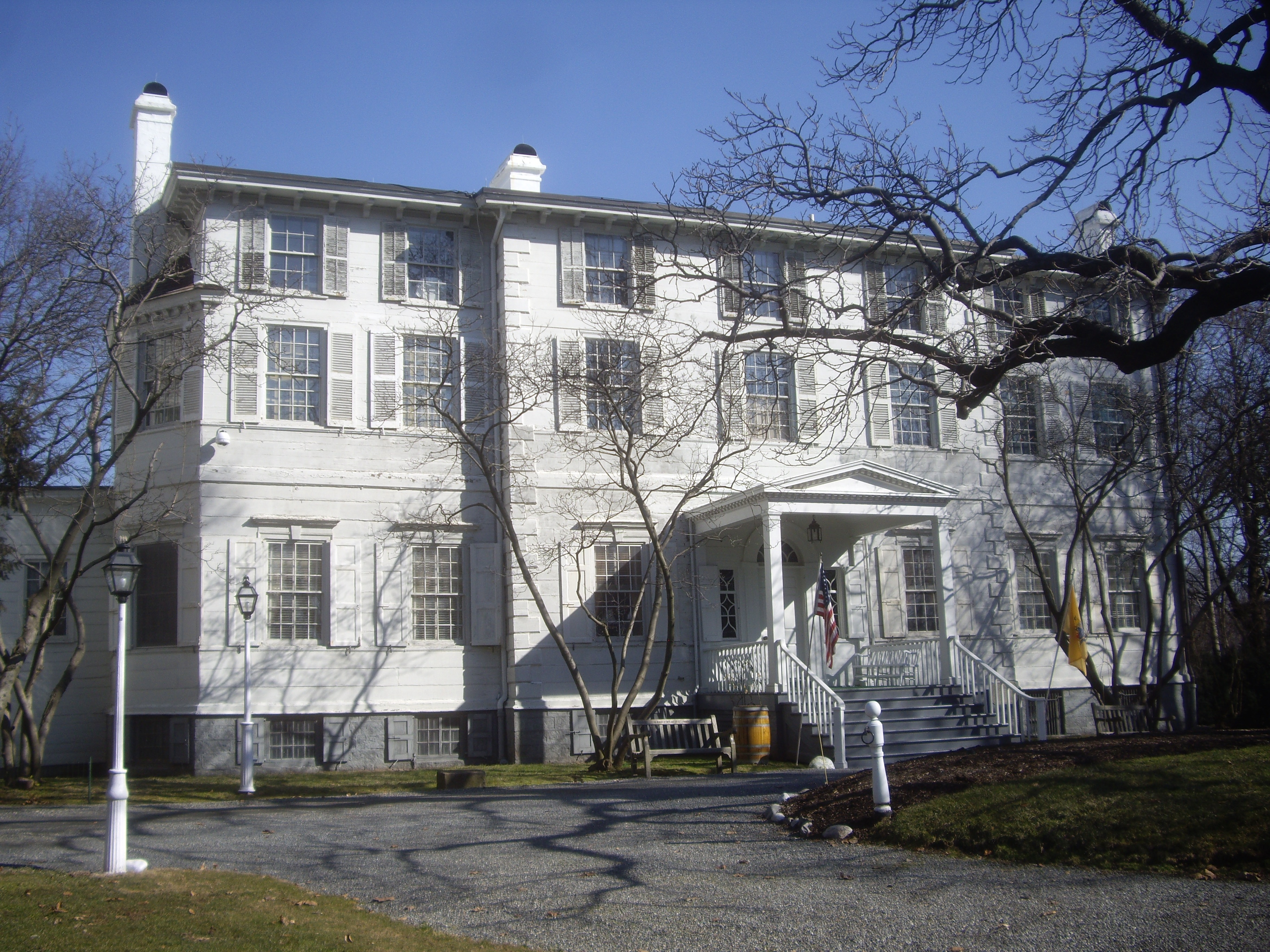
لیبرتی هال، خانه اجدادی خانواده‌های لیوینگستون و کین و مرکز مهم سیاست و فرهنگ آمریکا در دوران انقلاب، در سال ۱۷۶۰ توسط اولین فرماندار نیوجرسی، ویلیام لیوینگستون، ساخته شد. این عمارت و محوطه، در پردیس لیبرتی هال کیان در یونیون، اکنون به عنوان موزه تاریخ آمریکا و مرکز تحقیقات تاریخی عمل می‌کند.

دانشگاه کین (‎/ˈkeɪn/‎) یک دانشگاه دولتی در یونیون و هیلساید، نیوجرسی است. هم‌اکنون این دانشگاه بخشی از سیستم آموزش عالی ایالت نیوجرسی است.
دانشگاه کین در سال ۱۸۵۵ در نیوآرک، نیوجرسی، به عنوان مدرسه عادی تأسیس شد. در سال ۱۹۳۷ به کالج معلمان ایالت نیوجرسی تبدیل شد. در سال ۱۹۵۸، به دنبال رونق دانشجویان پس از جنگ و افزایش تقاضا برای رشته‌های درسی جامع تر، کالج از نیوآرک به شهرستان یونیون (محل خانه اجدادی خانواده کین در لیبرتی هال) منتقل شد. این مؤسسه در سال ۱۹۷۳ به کالج کین نیوجرسی تغییر نام داد و در ۲۶ سپتامبر ۱۹۹۷ به دانشگاه کین نیوجرسی تبدیل شد. دانشگاه کین متعاقباً رشد کرد و به سومین مؤسسه بزرگ آموزش عالی در نیوجرسی تبدیل شد و در حال حاضر شامل پنج کالج مقطع کارشناسی و کالج فارغ‌التحصیل ناتان وایس است. دانشگاه کین همچنین میزبان مؤسسات تحقیقاتی متعددی است که شاید برجسته‌ترین آنها مرکز علوم، فناوری و ریاضیات نیوجرسی، مؤسسه حقوق بشر دانشگاه کین، مرکز منابع هولوکاست، مرکز مطالعات قومی واینونا مور لیپمن و لیبرتی هال است.